# 2 fenigi gdańskie wzór 1923
2 fenigi gdańskie wzór 1923 – moneta dwufenigowa, wprowadzona do obiegu 18 grudnia 1923 r., po ustanowieniu 20 listopada 1923 r. przez sejm i senat Wolnego Miasta Gdańska nowej waluty – guldena gdańskiego, równego stu fenigom gdańskim. Była w obiegu do końca II wojny światowej.

## Awers
W centralnej części znajduje się herb Gdańska, po bokach którego umieszczono rok bicia „19 23”, „19 26” albo „19 37”.

## Rewers
Na tej stronie umieszczono nominał 2, pod nim napis „Pfennige”, a poniżej „Danzig” (pol.: 2 Fenigi Gdańsk).

## Nakład
Monetę bito w mennicy w Berlinie, w brązie, na krążku o średnicy 19,5 mm, masie 2,5 grama, z rantem gładkim. Autorem projektu był F.Fischer.
Nakłady monety w poszczególnych latach przedstawiały się następująco:
| Lp. | Rocznik | Nakład (sztuk) | Uwagi                                         | Zdjęcie |
| --- | ------- | -------------- | --------------------------------------------- | ------- |
| 1   | 1923    | 1 000 000      | istnieją egzemplarze bite stemplem lustrzanym |         |
| 2   | 1926    | 1 750 000      |                                               |         |
| 3   | 1937    | 500 000        |                                               |         |

## Opis
Znanych jest wiele bardzo dobrych kopii monety, wykonanych przede wszystkim w miedzi.
Zarządzeniem ministrów gospodarki i finansów III Rzeszy z dnia 7 września 1939 r. monecie nadano moc prawną dwufenigówki Rzeszy, zrównując te monety pod względem wartości.